# 明洞劇場
明洞劇場（ミョンドンげきじょう、朝: 명동극장、ミョンドンクッチャン）は、かつて存在した大韓民国の映画館である。1917年（大正6年）、日本統治時代の朝鮮の京城府明治町（現在の大韓民国ソウル特別市中区明洞）に寄席・芝居小屋浪花座（なにわざ）として開館、やがて浪花館（なにわかん）と改称する。1935年（昭和10年）には映画館に業態を変更している。第二次世界大戦後は明洞劇場の名称で復興した。1974年（昭和49年）6月25日に閉館した。

## 沿革
- 1917年 - 寄席・芝居小屋浪花座として開館、やがて浪花館と改称[5]
- 1935年 - 映画館に業態変更[1][5]
- 1950年前後 - 明洞劇場と改称[5]
- 1974年6月25日 - 閉館[6]

## データ
- 所在地 : 朝鮮京城府明治町1丁目65番地2号[3][4]
  - 現在の大韓民国ソウル特別市中区明洞1街65番地2号 現在の「ハナ銀行明洞営業部」の位置

北緯37度33分49秒 東経126度58分59秒 / 北緯37.56361度 東経126.98306度
- 経営 : 
  1. 後藤卓三 （1920年代）
  2. 西田昇 （1940年代[3][4]）
  3. 明洞劇場
- 構造 : 木造煉瓦二階建[5]
- 観客定員数 : 350名（1942年[3]・1943年[4]）

## 概要

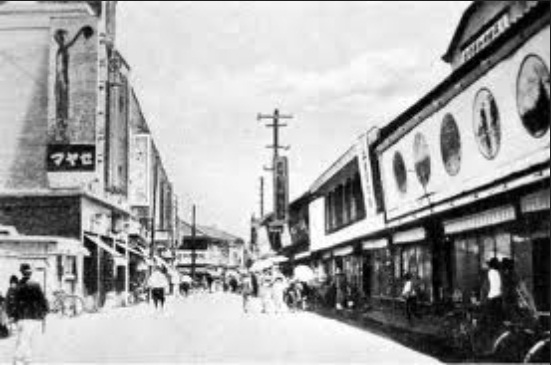
1940年前後の浪花館（右手前）。左はセヤマ楽器店。

### 浪花館の時代
1917年（大正6年）、日本が統治する朝鮮の京城府明治町1丁目65番地（現在の大韓民国ソウル特別市中区明洞1街65番地）に寄席浪花座として開館する。同地域は、清渓川の南側、南村と呼ばれる地域に位置する日本人街であり、明治町通（現在の明洞通り、朝鮮語: 명동길、ミョンドンギル）に面していた。当時の経営者は後藤卓三である。やがて浪花館と改称する。三代目三遊亭金馬が1959年（昭和34年）に著したエッセイ集『浮世だんご』に収録された『旅の恥』には、全国の寄席を列挙する部分があるが、同府内で1軒のみ挙げられている「浪花館」が、この時期の同館である。
1935年（昭和10年）には映画館に業態を変更し、このころには煉瓦二階建の建物に改築している。欧米からの輸入映画（洋画）を興行する映画館であり、南村の日本人街では初めての洋画専門館であり、当初からトーキー装置を備えた近代的な映画館であった。同年10月には、同館の斜め前（北東側）に鉄筋コンクリート造の近代建築による明治座（明治町1丁目54番地、現在の明洞1街54番地）が着工、翌1936年（昭和11年）には竣工、開館している。のちに取り壊された同館とは異なり、明治座の建物は、現在も復元リニューアルされて明洞芸術劇場として使用されている。
1939年（昭和14年）には洋画に加えて松竹キネマ作品も上映し始めた。第二次世界大戦が始まり、戦時統制が敷かれ、1942年（昭和17年）、日本におけるすべての映画が同年2月1日に設立された社団法人映画配給社の配給になり、映画館の経営母体にかかわらずすべての映画館が紅系・白系の2系統に組み入れられるが、『映画年鑑 昭和十七年版』には同館の興行系統については記述されていない。同資料によれば、当時の同館の経営は西田昇の個人経営であり、支配人欄には名がない。観客定員数は350名であり、1,000名規模の映画館が立ち並ぶ同府内では小さいほうの映画館であった。

### 明洞劇場の時代
1945年（昭和20年）8月15日、第二次世界大戦が終了し、同年9月8日から1948年（昭和23年）8月15日に大韓民国が建国されるまでの間は、在朝鮮アメリカ陸軍司令部軍政庁がこの地域を統治した。正確な時期は不明であるが、韓国民間の手で復興、明洞劇場と改称した。アメリカ映画等の輸入映画を中心に上映しており、1964年（昭和39年）には、『王様と私』（監督ウォルター・ラング、アメリカ公開1956年6月28日、日本公開同年10月26日）を同館で公開している。1965年（昭和40年）5月当時の同館前を撮影した写真には、イギリス映画『キャラバン』（監督アーサー・クラブトゥリー、イギリス公開1946年6月3日、日本公開1948年1月6日）が上映されている様子が写っている。1966年（昭和41年）2月当時の同館前を俯瞰で撮影した写真には、エルヴィス・プレスリーが主演したアメリカ映画『ラスベガス万才』（監督ジョージ・シドニー、日本公開1964年5月1日、アメリカ公開同年同月20日）の手描き看板が写っている。当時の同館は、封切館ではなく、1-2週遅れの公開済みの洋画を上映する二番館であった。1967年（昭和42年）には、同館の並びにユネスコ会館が建設された。
1974年（昭和49年）6月25日、閉館した。建物には中央投資銀行（社長李龍萬）が入居したが、のちに取り壊された。現在は商業ビルディングが建っており、1階にはハナ銀行明洞営業部がある。

## ギャラリー

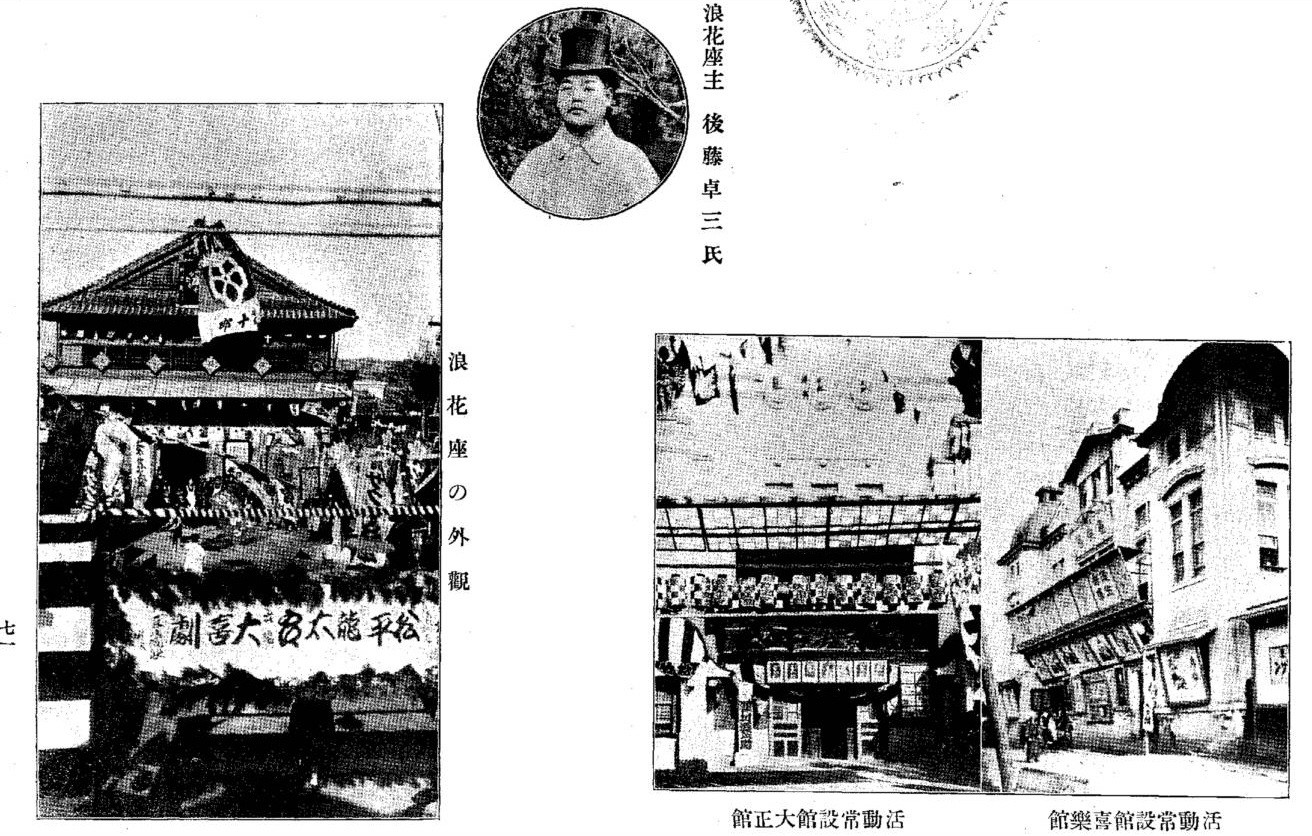
浪花座と喜樂館・大正館の外観（朝鮮公論社、1922年）。
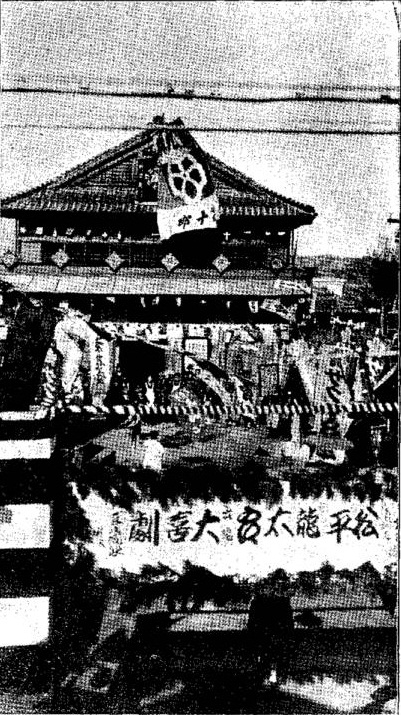
浪花座の外観（朝鮮公論社、1922年）。